# Träbes
Träbes ist ein Ortsteil der südthüringischen Kreisstadt Meiningen im fränkisch geprägten Süden von Thüringen.

## Lage
Träbes liegt etwa zwei Kilometer in Richtung Geba am Osthang der Hohen Geba (751 m) und rund 2 km vom Dorf Stepfershausen entfernt. Das Rundlingsdorf liegt an der Kreisstraße 2572 in sehr differenzierten Gelände der Vordere Rhön. Es gibt Wald, begrünte Raine und kahle Hänge sowie landwirtschaftliche Nutzflächen.

## Geschichte
Am 26. Februar 1354 wurde das Dorf erstmals urkundlich genannt. Der Ort lag im alten Besitz der Grafschaft Henneberg und war damals eine Wüstung des Ritters Johann von Fladungen, welche bis ins 14. Jh.zur hennebergischen Zent Wasungen gehörte. Der Ortsname stammt von „Tra(ge)bo(to)“ (Hof des Trabo).
Träbes befand sich beim Aussterben der Grafen von Henneberg-Schleusingen im Jahr 1583 samt der Niedergerichtsbarkeit in adligen Händen, zählte aber der Landeshoheit nach zum Amt Maßfeld. Er kam mit diesem im Jahr 1680 zum Herzogtum Sachsen-Meiningen. 1825 wurde er dem Amt Meiningen angegliedert.
80 Einwohner leben 2012 im Ortsteil. Das Naturdenkmal Träbeser Loch trägt den Namen des Ortsteils.
Am 31. Dezember 2019 wurde Träbes gemeinsam mit Stepfershausen auf freiwilliger Basis in die Stadt Meiningen eingemeindet.